# フェオファン・プロコポビッチ
フェオファン・プロコポビッチ（宇: Феофан Прокопович）は、ウクライナ出身のロシアの聖職者、神学者、そして作家である。彼は1681年にキーウで生まれた。プロコポビッチは、ピョートル大帝の時代に重要な役割を果たした。
彼の最も有名な業績の一つは、ロシア正教会の改革における関与である。プロコポビッチは、ピョートル大帝の啓蒙主義的な政策を支持し、ロシア正教会の伝統的な教義や慣習に変革をもたらす助言をした。彼は、教会の教義や儀式を西欧の慣習に合わせることを提唱し、キリスト教の教育改革を促進した。
プロコポビッチは、ロシア正教会の精神的指導者として、ピョートル大帝の改革を支援した。彼の著作や講義は、ロシアの宗教的、精神的な意識を形成する上で重要な役割を果たした。
また、プロコポビッチは、文学や教育の分野でも活動し、多くの著作を執筆した。彼の業績は、ロシアの文化と宗教の発展に大きな影響を与えた。

## 脚註